# Xarxa ortogonal d'autobusos de Barcelona
La xarxa ortogonal d'autobusos de Barcelona o nova xarxa de bus, batejada inicialment com Retbus, és un servei d'autobusos de trànsit ràpid de Transports Metropolitans de Barcelona (TMB) que complementarà la xarxa de Bus de TMB. Aquest servei entrà en funcionament en diverses fases, la primera de les quals tingué 5 línies. Tot i que informacions d'El Periódico de Catalunya indicaven que les primeres línies del Retbus estarien en funcionament al mes de gener de l'any 2011, l'entrada en servei de la noxa xarxa d'autobús va ser l'1 d'octubre de 2012.
La xarxa consisteix en una trama reticular composta per línies que creuen horitzontalment (línies H, color blau i numeració parell), verticalment (línies V, color verd i numeració imparell) i en diagonal (línies D, color lila i numeració múltiple de 10) la ciutat de Barcelona, tot aprofitant l'estructura dels carrers de l'eixample barceloní.

Logotip de la Xarxa Ortogonal d'Autobusos de Barcelona

Es creu que aquest servei podria absorbir el 50% de la demanda en hora punta, seria més ràpida que el servei actual d'autobusos. Inicialment donaria cobertura a la ciutat de Barcelona i posteriorment es podria ampliar a altres municipis.

## Implantació de la Xarxa
La implantació de la nova xarxa ortogonal està dividida en diverses fases:

### Fase 1

Mapa de la fase 1

La fase 1 està en servei des de l'1 d'octubre del 2012 amb 5 línies de les 28 previstes:
| Xarxa ortogonal d'autobusos de Barcelona |                           |                                |
| Línies Horitzontals (H)                  | Línies Verticals (V)      | Línies Diagonals (D)           |
| H6 Zona Universitària - Fabra i Puig     | V7 Pl. Espanya - Sarrià   | D20 Pg. Marítim - Ernest Lluch |
| H12 Gornal - Besòs/Verneda               | V21 Pg. Marítim - Montbau | D20 Pg. Marítim - Ernest Lluch |

### Fase 2

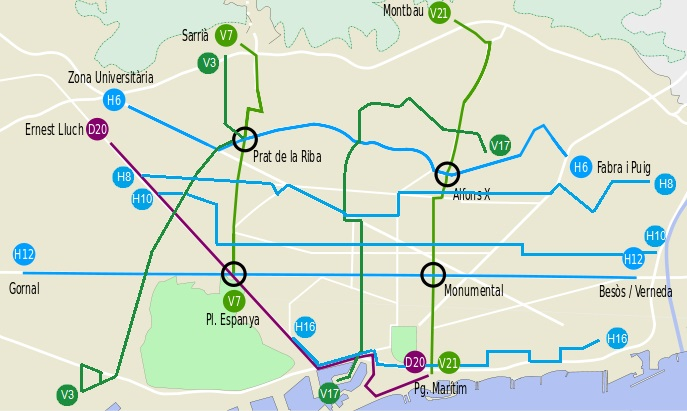
Mapa de la fase 2.

La fase 2 es va implantar el 18 de novembre del 2013 amb 5 noves línies, ampliant la xarxa fins a 10 línies de les 28 previstes:
| 2a Fase de la xarxa ortogonal d'autobusos de Barcelona |                               |
| Línies Horitzontals (H)                                | Línies Verticals (V)          |
| H8 Camp Nou - La Maquinista                            | V3 Zona Franca - Can Caralleu |
| H10 Badal - Olímpic de Badalona                        | V17 Port Vell - Carmel        |
| H16 Paral·lel - Fòrum                                  |                               |

### Fase 3
La tercera fase de la xarxa va entrar en servei el 15 de setembre de 2014 amb quatre noves línies, tres verticals i una horitzontal, ampliant la xarxa fins a 14 línies de les 28 previstes:
| 3a Fase de la xarxa ortogonal d'autobusos de Barcelona |                                 |
| Línies Horitzontals (H)                                | Línies Verticals (V)            |
| H14 Paral·lel - Sant Adrià                             | V15 Barceloneta - Vall d'Hebron |
| H16 Pg. Zona Franca - Fòrum                            | V27 Pg. Marítim - Canyelles     |

Amb l'aplicació d'aquesta fase la línia H16 va modificar el seu recorregut, començant des del Passeig de la Zona Franca fins al Fòrum. Part del recorregut que va deixar de fer va ser absorbit per la línia H14.

### Fase 4
La quarta fase d'implantació de la Xarxa Ortogonal d'Autobusos de Barcelona va entrar en servei el dia 29 de febrer de 2016. Amb la implantació d'aquesta fase, la xarxa disposarà de 16 de les 28 previstes quan el projecte ja estigui totalment implantat. Apareixen tres noves línies de les quals una en serà horitzontal i dues seran verticals:
| 4a Fase d'implantació de la Xarxa Ortogonal d'Autobusos de Barcelona |                                          |
| Línies Horitzontals (H)                                              | Línies Verticals (V)                     |
| H4 Zona Universitària - Bon Pastor                                   | V11 Bonanova - Estació Marítima (WTC)    |
| H4 Zona Universitària - Bon Pastor                                   | V13 Avinguda del Tibidabo - Pla de Palau |

### Fase 5
La cinquena fase d'implantació de la Xarxa Ortogonal d'Autobusos de Barcelona va consistir en l'entrada en servei de quatre noves línies el dia 13 de novembre del 2017:
| 5a Fase d'implantació de la Xarxa Ortogonal d'Autobusos de Barcelona |                                |
| Línies Verticals (V)                                                 | Línies Diagonals(D)            |
| V5 Mare de Déu del Port - Pedralbes                                  | D40 Pl. Espanya - Via Favència |
| V29 Diagonal Mar - Roquetes                                          |                                |
| V31 Mar Bella - Trinitat Vella                                       |                                |

### Fases 6 i 7
Les fases 6 i 7 es van posar en servei l'any 2018, la primera el 25 de juny amb les línies D50, V9 i V33 i la segona el 25 de novembre amb les línies H2, V1, V19, V23 i V25.
| Fases 6 i 7 d'implantació de la Xarxa Ortogonal d'autobusos de Barcelona |                                  |                                    |
| Línies Verticals (V)                                                     | Línies Diagonals (D)             | Línies Horitzontals (H)            |
| V1 Gran Via l'Hospitalet - Av. d'Esplugues                               | D50 Paral·lel - Ciutat Meridiana | H2 Av. d'Esplugues - Trinitat Nova |
| V9 Sarrià - Poble-sec                                                    |                                  |                                    |
| V19 Barceloneta - Pl. Alfonso Comín                                      |                                  |                                    |
| V23 Poblenou- Can Marcet\|                                               |                                  |                                    |
| V25 Poblenou- Horta                                                      |                                  |                                    |
| V33 Fòrum / Campus Besòs- Santa Coloma                                   |                                  |                                    |